# Tournemine (affluent de la Théols)
Pour les articles homonymes, voir Tournemine.
La Tournemine est une rivière du département de l'Indre, en région Centre-Val de Loire  et un affluent gauche de la Théols, donc un sous-affluent de la Loire par l'Arnon et le Cher.

## Géographie

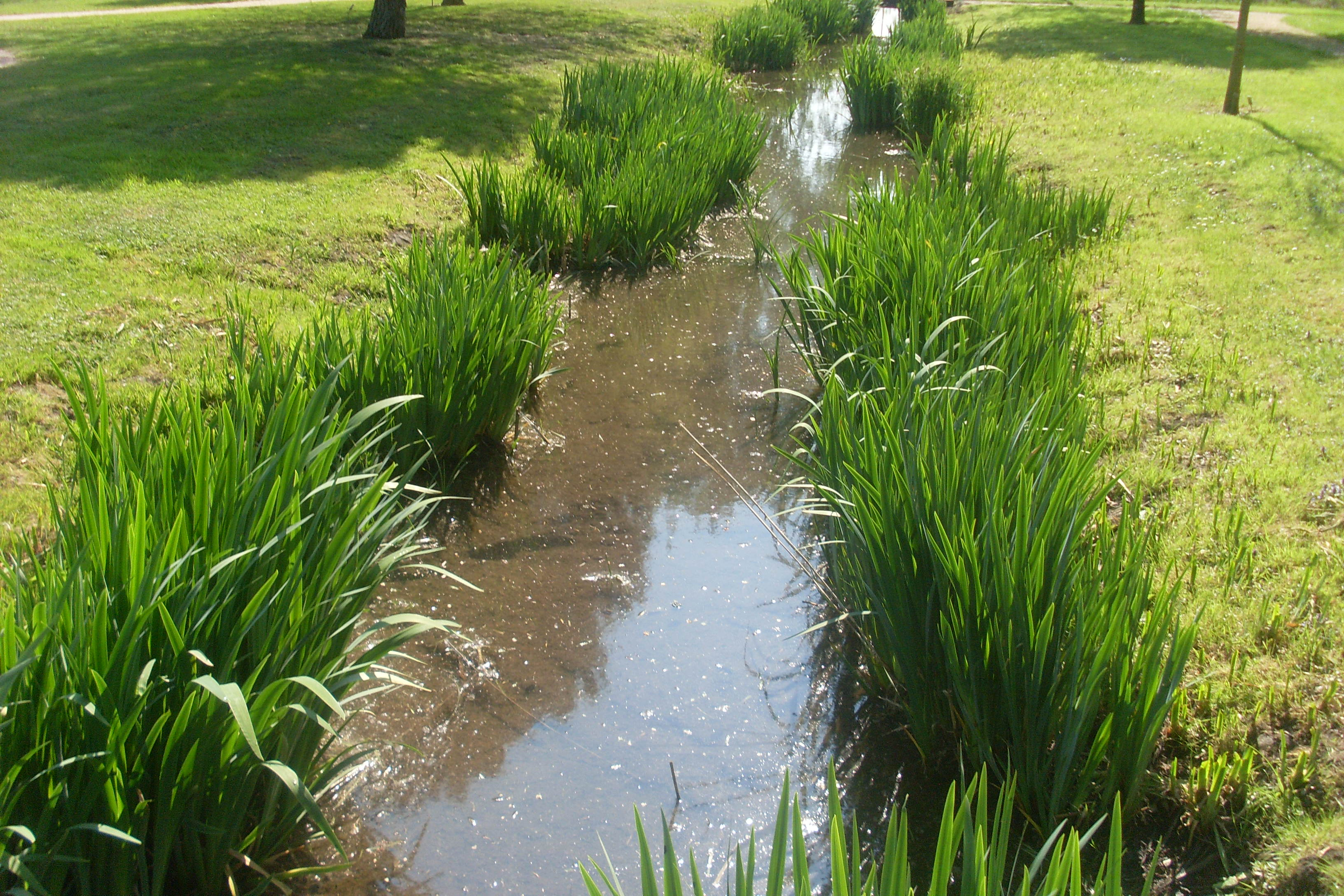
La Tournemine à Saint-Valentin

De 17,7 km de longueur, la Tournemine prend source sur la commune de La Champenoise, à 170 m d'altitude, près du lieu-dit le Puits Vinault.
Elle coule globalement de l'ouest vers l'est.
Elle conflue en rive gauche de la Théols à Issoudun, à 125 m d'altitude

### Communes et cantons traversés
Dans le seul département de l'Indre, la Tournemine traverse les quatre communes suivantes, de l'amont vers l'aval, de La Champenoise (source), Saint-Valentin (un de ses bras coule dans le parc des Amoureux), Saint-Aoustrille et Issoudun (confluence).
Soit en termes de cantons, la Tournemine prend source dans le canton de Levroux, et conflue dans le canton d'Issoudun, dans l'arrondissement d'Issoudun.

### Bassin versant
La Tournemine traverse une seule zone hydrographique La Théols du rua de la Vignole (NC) au rau du Bénitier (C) (K616) de 765 km2 de superficie.

## Affluents
La Tournemine a deux affluents référencés :
- le ruisseau du Goulet (rd[note 1]), 1,3 km sur la seule commune de La Champenoise.
- les Loges (rd), 4,6 km sur les deux communes de La Champenoise et Saint-Valentin.

### Rang de Strahler
Donc son rang de Strahler est de deux.